# 타히티섬

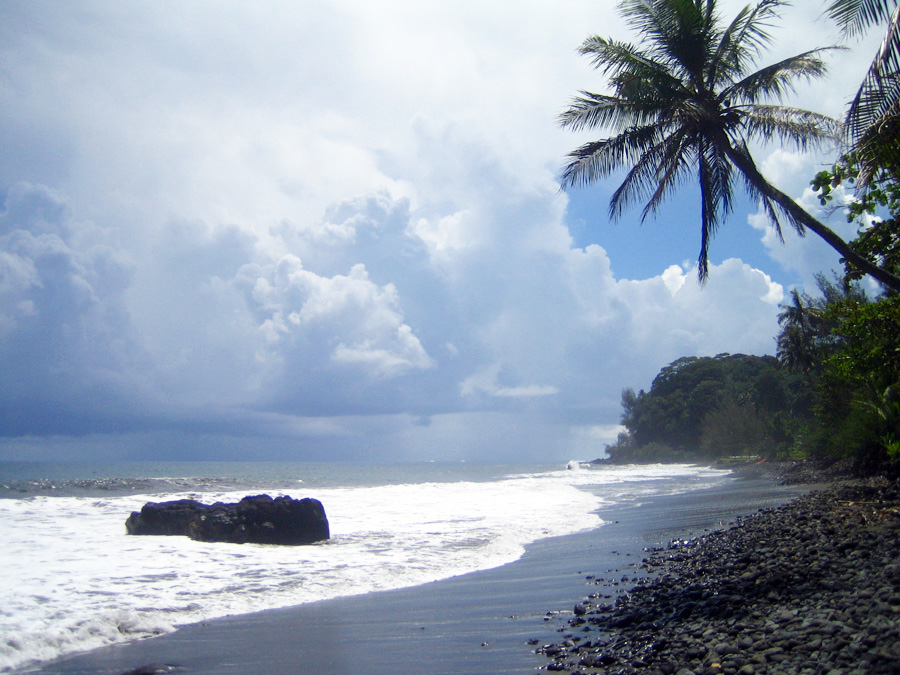
타히티섬

타히티섬의 문장

타히티섬(프랑스어: Tahiti 타이티[*])은 남태평양 프랑스령 폴리네시아에 속한 소시에테 제도에서 가장 큰 섬이다. 태평양 중앙에 위치하며, 가장 가까운 육지는 오스트레일리아이다.
타히티는 크게 두 부분으로 나뉜다. 북서쪽의 큰 부분은 타히티 누이(Tahiti Nui)이고, 남동쪽의 작은 부분은 타히티 이티(Tahiti Iti)이다. 화산 활동으로 형성되어 고도가 높고 산악 지형이며, 주위를 산호초가 둘러싸고 있다. 2017년 기준 인구는 189,517명으로, 프랑스령 폴리네시아 전체 인구의 약 68.7%를 차지하며 가장 인구가 많은 섬이다. 2022년 인구조사에서는 191,779명이 거주하는 것으로 기록되었다.
타히티는 프랑스령 폴리네시아의 경제, 문화, 정치 중심지이다. 프랑스령 폴리네시아의 수도인 파페에테는 타히티 북서부 해안에 위치하고 있으며, 이 지역의 유일한 국제공항인 파아아 국제공항도 파페에테 근처에 있다.
타히티는 기원후 300년에서 800년 사이 폴리네시아인들이 처음으로 정착했다. 현재 타히티 인구의 약 70%가 폴리네시아인이고, 나머지는 유럽인, 중국인, 혼혈인들로 구성되어 있다. 타히티는 타히티 왕국의 일부였다가 1880년에 프랑스에 병합되어 프랑스의 식민지가 되었고, 주민들은 프랑스 시민이 되었다. 프랑스어가 유일한 공용어이며, 타히티어도 널리 사용된다.
유럽 초기 문헌에서는 타히티를 오타헤이테(Otaheite)라고 불렀는데, 이는 타히티어 ʻO Tahiti([ʔotaˈhɛiti])의 음역이다.
프랑스의 화가 폴 고갱이 말년을 보냈던 곳으로 유명하다. 면적은 1,045km2로, 세종특별자치시(465)의2.2배, 대전광역시(539.35)의 1.9배, 광주광역시(501.18)의 2.1배, 인천광역시(1,062.60), 울산광역시(1,060.79) 보다는 약간 작다.

## 역사
- 1791년 포 말레 왕조가 시작되었다.
- 1842년 9월 9일 - 프랑스 태평양 함대 사령관 듀뿌찌 투아루 (49)가 타히티 여왕 포 말레 4세에게 국가를 프랑스의 보호령으로 하는 조약을 강제한다.
- 1843년 11월 5일 - 프랑스가 타히티 영유를 선언한다.
- 1847년 - 폴리네시아(소시에테 제도, 마퀘사스 제도, 쯔모아쯔 제도 등), 프랑스의 보호령으로 인정된다.
- 1880년 8월 29일 - 타히티 국왕 포 말레 5세 의해 주권 양도를 선언, 프랑스의 식민지가 된다.
- 1957년 - 프랑스령 폴리네시아로 제2차 세계대전 후, 정식으로 해외 영토가 된다.
- 1995년 6월 - 프랑스의 시라크 대통령은 무루로아 환초의 핵실험 재개를 발표했다. 타히티에서는 주민의 항의 집회가 폭동으로 발전.

## 사건

### 2017
톈궁 1호의 잔해가 타히티섬에서 멀리 떨어진 바다에 추락했다.

## 지리

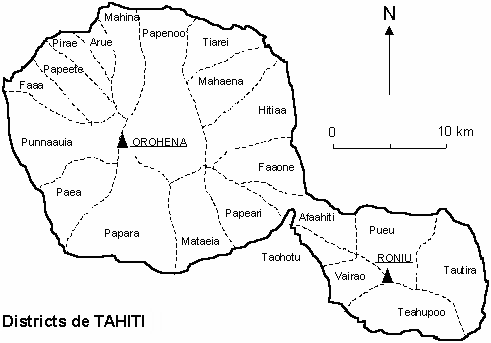
타히티 지구

타히티는 크고 작은 두 섬이 지협으로 연결되어 조롱박 모양을 하고 있는 섬이다. 큰 것이 타히티 누이, 작은 것이 타히티 이티라고 한다. 화산이 활동하는 섬으로, 최고봉은 해발 2,241m에 달하는 오로 헤나 산이다. 섬 주위를 산호초가 둘러싸고 있고, 화산 특유의 검은 모래가 많은 것이 특징이다. 이웃 무레아 섬까지는 18km로 고속선으로 30분, 비행기로 7분이 소요된다.

## 정치
프랑스는 자국의 영토로 편입 이후 섬을 현대적인 리조트로 축조하여, 세계적으로 유명한 관광지로 바꾸어 나갔다.
프랑스 정부는 핵실험을 섬 주민에게 납득시키기 위해 다양한 혜택을 역설했다. 관광으로 인한 수입 증가와 핵실험에 얽힌 경제 원조와 일자리를 제공하여 섬 사람들에게 경제적인 혜택을 주고자 했다. 그러나 동시에 그 대가로 핵 실험을 통해 아름다운 산호 환초를 파괴하고, 도민의 자존심을 빼앗아 갔다고 할 수 있다. 예를 들어, 이전 공용어로 도민이 사용하던 타히티어의 사용을 금지하고, 공공 장소와 학교 등에서도 프랑스어 만을 사용하도록 강제하는 것을 들 수 있다. 자율성의 확대와 독립을 요구하는 운동이 곳곳에서 일어났다. 제2차 세계대전 이후 정치인 뿌봐나아 오오빠의 독립 운동은 유명하다. 1991년 수도 파페에테에서 시위대와 헌병대의 충돌이 일어난다. 1995년 9월 핵실험에 반발한 폴리네시아 주민들은 수만명에 이르는 대규모 시위대를 조직하였다. 타히티 국제공항과 수도 파페에테에 있는 경찰서를 습격, 투석과 방화 등 전례없는 격렬한 폭력 시위를 일으켰다.
2004년 6월 프랑스 영토가 된 이후 원주민으로는 처음 대통령에 취임한 오스카르 테마루는 프랑스로부터 독립을 주장하고, 관광 산업을 중심으로 프랑스에 맞춘 경제 체제에서 탈피하는 것을 제창했다.
2006년 6월 26일 제 2회 프랑스 오세아니아 정상회의 때, 프랑스의 시라크 대통령은 대부분의 제도가 독립을 바란다고는 생각하지 않고, 미래에 국민투표를 할 가능성도 열어두고 있을 것이라고 말했다.
비핵과 프랑스로부터 독립을 목표로 활동하고 있는 비정부기구(Non - Governmental Organizations, NGO)로, 가브리엘 테디아라히(Gabriel Tetiarahi)가 대표로 있는 "히티 타우"(HITI TAU), 앙리 히로가 활동하는 그룹 "테마나 테 누나아"가 있다.

## 주민
대부분 폴리네시아계이며, 백인과 중국계 주민도 약간 있다. 폴리네시아 중 주민의 75%가 타히티에서 생활하고 있다.

## 갤러리

타히티의 풍경
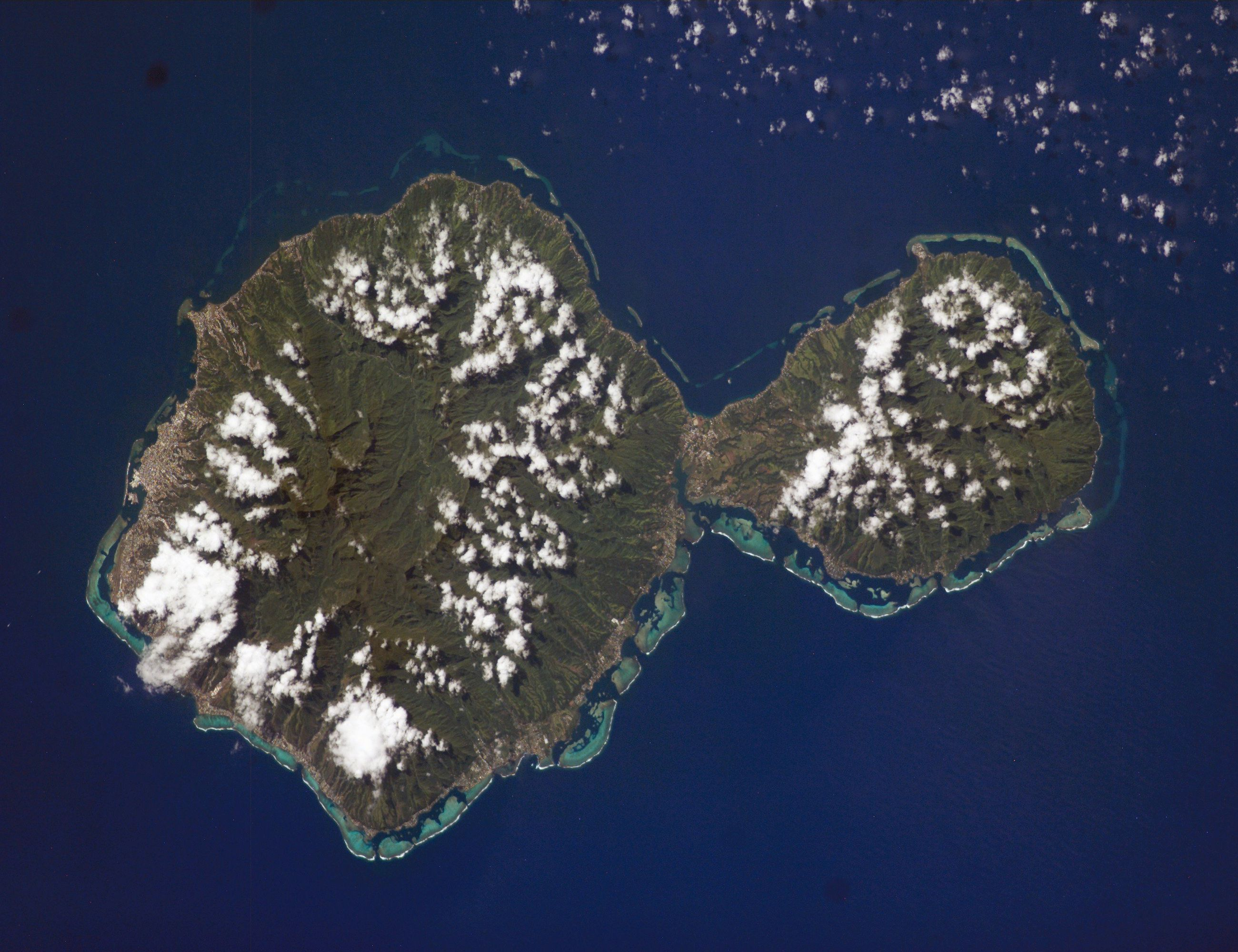
타히티 위성 사진
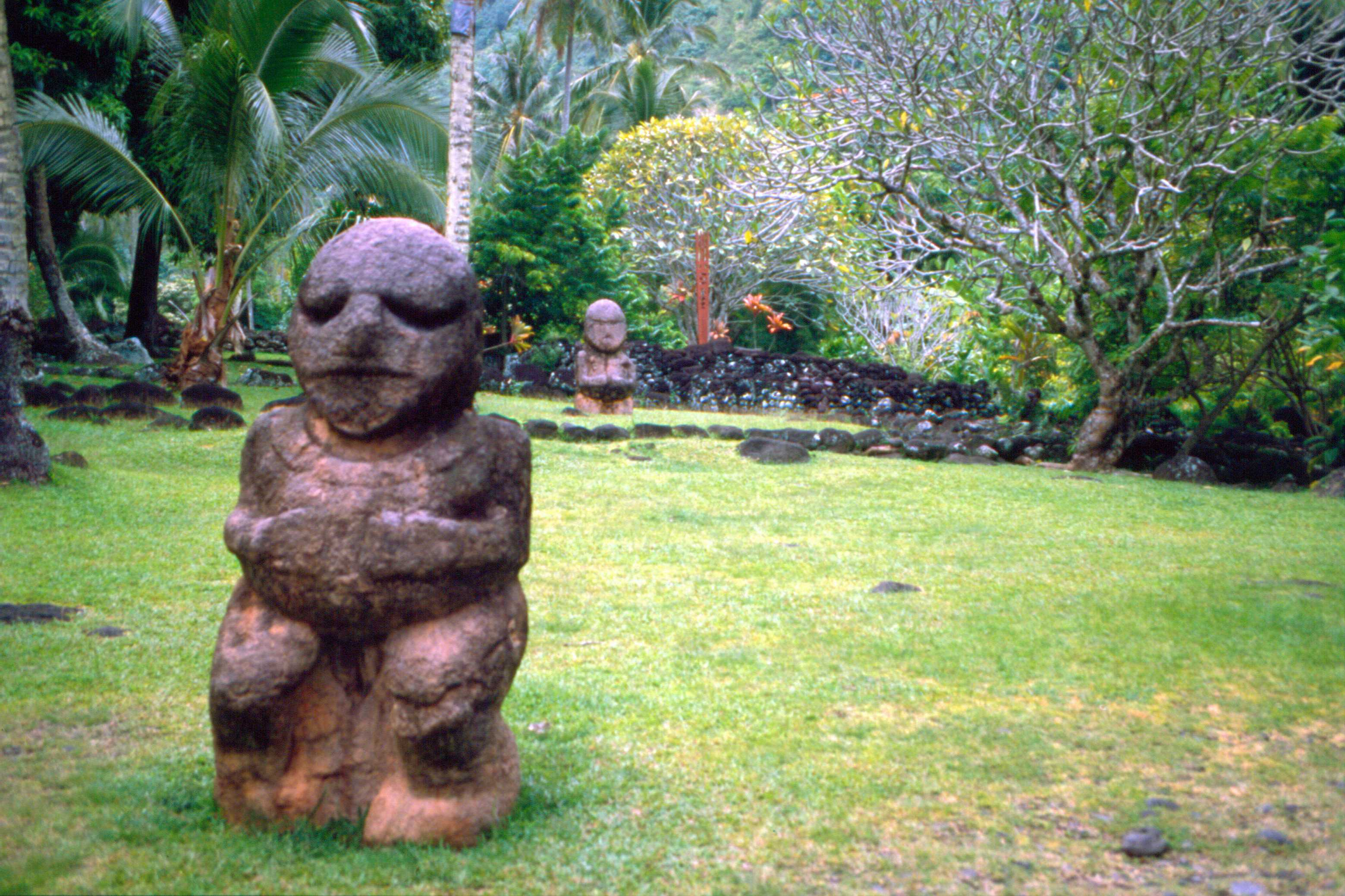
라후라후에 위치한 마라에 조각 인물상
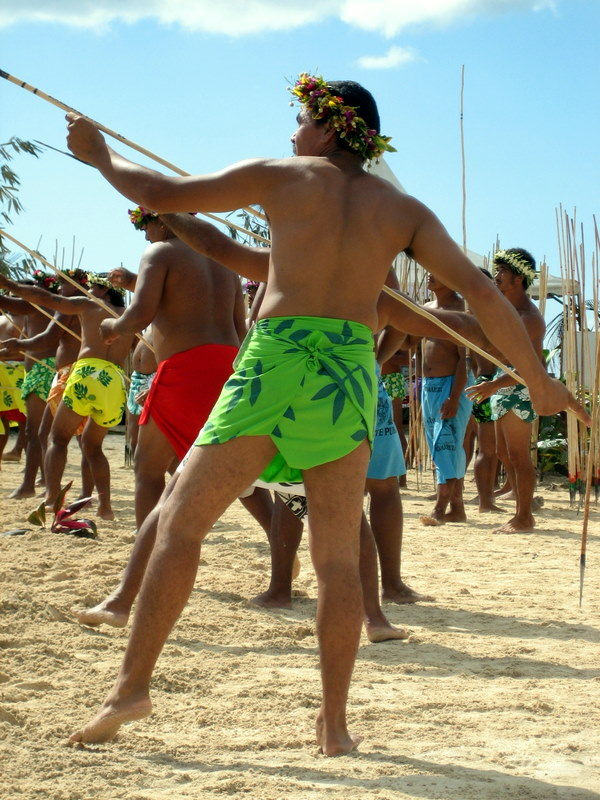
자벨린 던지기, 헤이바 축제
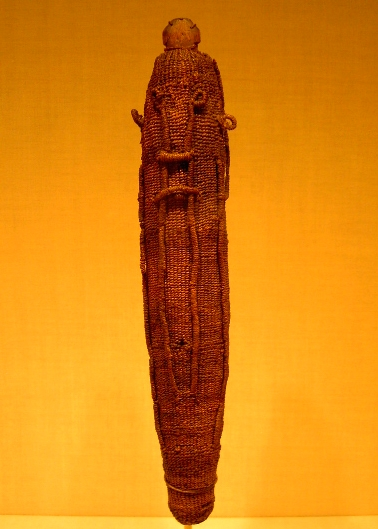
뜨개질로 만든 성스런 신의 덮개, 오로, 타히티의 중요한 신앙
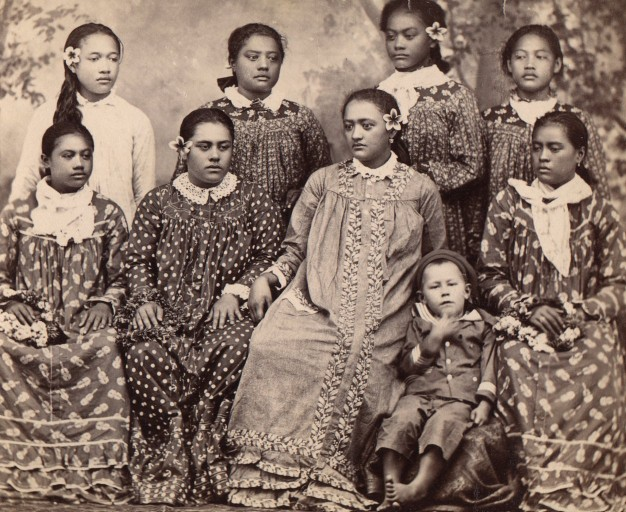
전도복을 입은 타히티 젊은 여성
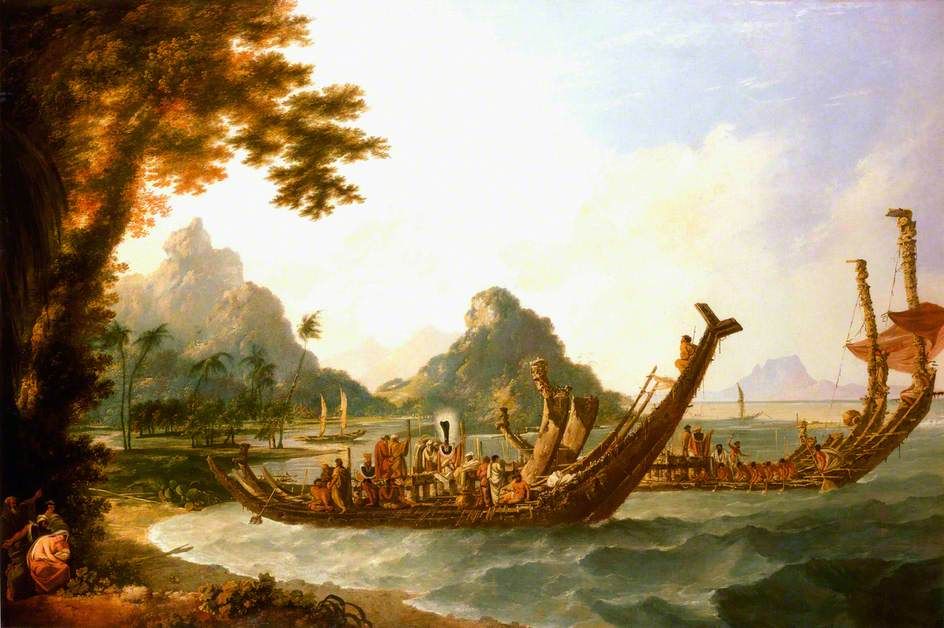
타이티 전선 카누, 1774
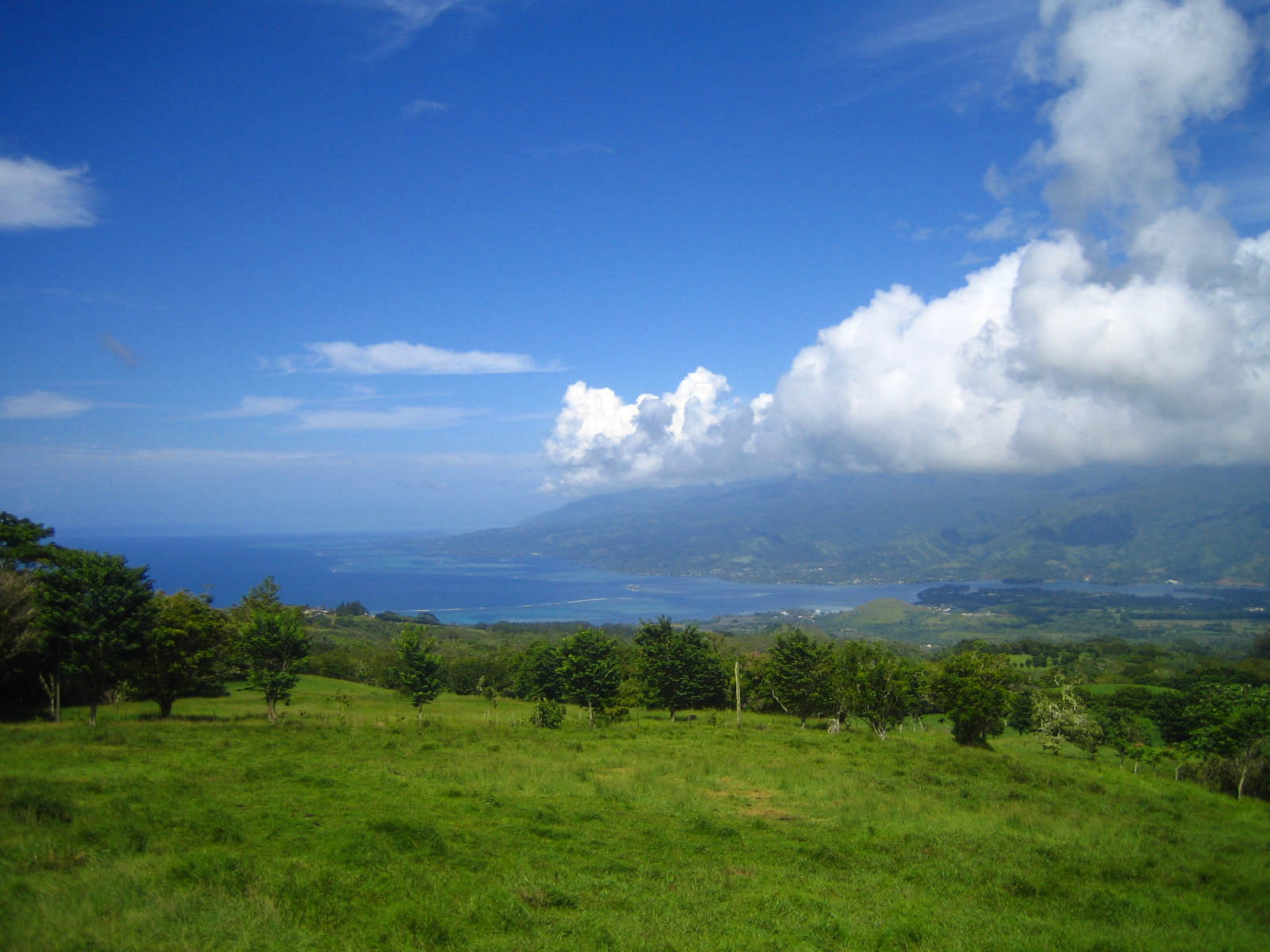
타라바오
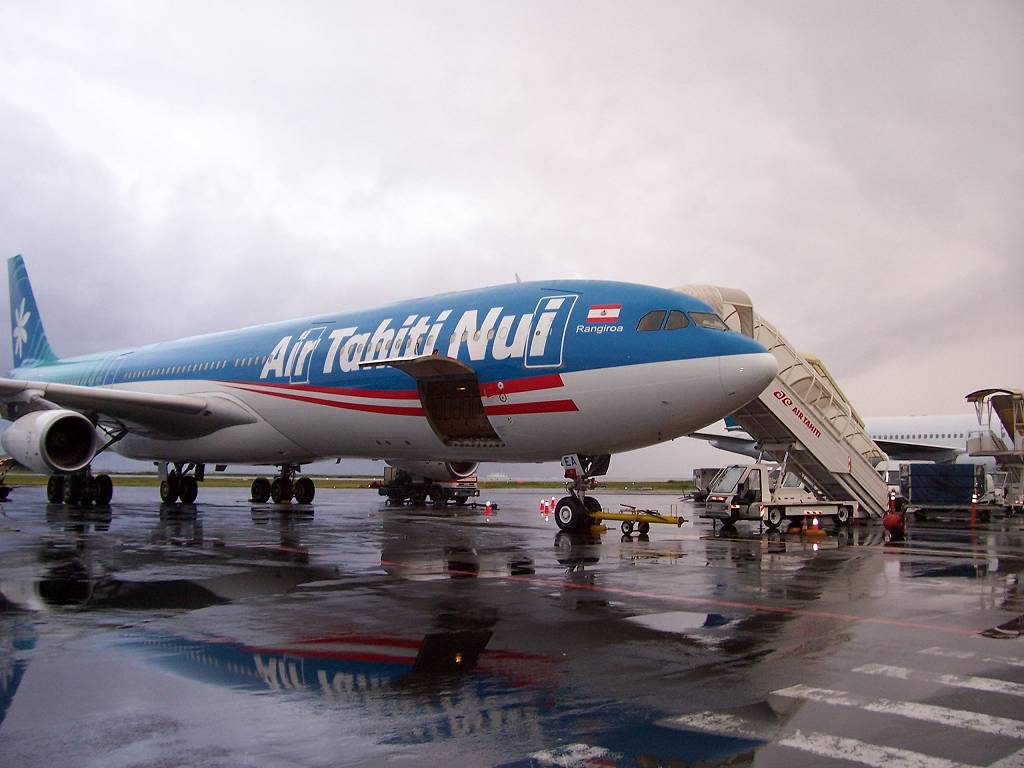
타히티 누이 항공, 국영 항공사
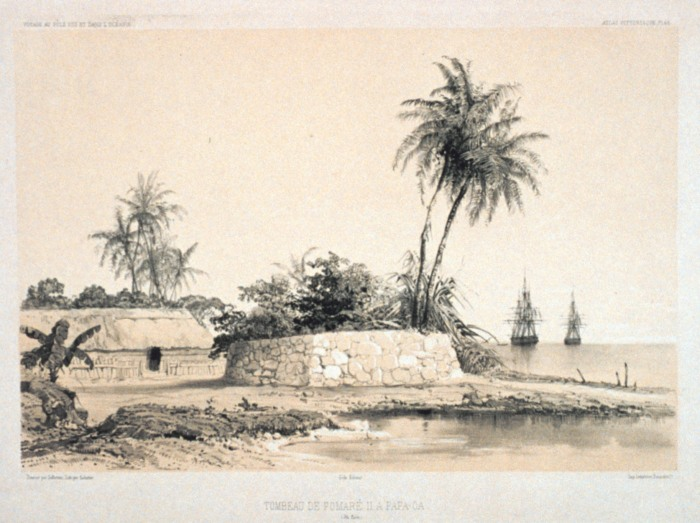
포마레 2세의 묘지, 파파오아, 1842

## 기후
| Tahiti, 1961-1990 normals의 기후        | Tahiti, 1961-1990 normals의 기후 | Tahiti, 1961-1990 normals의 기후 | Tahiti, 1961-1990 normals의 기후 | Tahiti, 1961-1990 normals의 기후 | Tahiti, 1961-1990 normals의 기후 | Tahiti, 1961-1990 normals의 기후 | Tahiti, 1961-1990 normals의 기후 | Tahiti, 1961-1990 normals의 기후 | Tahiti, 1961-1990 normals의 기후 | Tahiti, 1961-1990 normals의 기후 | Tahiti, 1961-1990 normals의 기후 | Tahiti, 1961-1990 normals의 기후 | Tahiti, 1961-1990 normals의 기후 |
| 월                                      | 1월                              | 2월                              | 3월                              | 4월                              | 5월                              | 6월                              | 7월                              | 8월                              | 9월                              | 10월                             | 11월                             | 12월                             | 연간                             |
| --------------------------------------- | -------------------------------- | -------------------------------- | -------------------------------- | -------------------------------- | -------------------------------- | -------------------------------- | -------------------------------- | -------------------------------- | -------------------------------- | -------------------------------- | -------------------------------- | -------------------------------- | -------------------------------- |
| 일평균 최고 기온 °C (°F)                | 30.3 (86.5)                      | 30.5 (86.9)                      | 30.8 (87.4)                      | 30.6 (87.1)                      | 29.9 (85.8)                      | 28.9 (84.0)                      | 28.3 (82.9)                      | 28.2 (82.8)                      | 28.6 (83.5)                      | 29.1 (84.4)                      | 29.5 (85.1)                      | 29.8 (85.6)                      | 29.5 (85.2)                      |
| 일일 평균 기온 °C (°F)                  | 26.8 (80.2)                      | 27.0 (80.6)                      | 27.2 (81.0)                      | 26.9 (80.4)                      | 26.2 (79.2)                      | 25.1 (77.2)                      | 24.4 (75.9)                      | 24.3 (75.7)                      | 24.8 (76.6)                      | 25.5 (77.9)                      | 26.1 (79.0)                      | 26.4 (79.5)                      | 25.9 (78.6)                      |
| 일평균 최저 기온 °C (°F)                | 23.4 (74.1)                      | 23.5 (74.3)                      | 23.5 (74.3)                      | 23.3 (73.9)                      | 22.5 (72.5)                      | 21.2 (70.2)                      | 20.8 (69.4)                      | 20.5 (68.9)                      | 21.0 (69.8)                      | 21.9 (71.4)                      | 22.6 (72.7)                      | 23.1 (73.6)                      | 22.3 (72.1)                      |
| 평균 강수량 mm (인치)                   | 315.2 (12.41)                    | 233.0 (9.17)                     | 195.3 (7.69)                     | 140.8 (5.54)                     | 92.0 (3.62)                      | 60.2 (2.37)                      | 60.5 (2.38)                      | 48.0 (1.89)                      | 46.3 (1.82)                      | 90.8 (3.57)                      | 162.1 (6.38)                     | 317.0 (12.48)                    | 1,761.2 (69.32)                  |
| 출처: World Meteorological Organization |                                  |                                  |                                  |                                  |                                  |                                  |                                  |                                  |                                  |                                  |                                  |                                  |                                  |